# Clayton, Novi Meksiko
Clayton je gradić i okružno sjedište okruga Uniona u američkoj saveznoj državi Novom Meksiku. Prema popisu 2010. u Claytonu je živjelo 2980 stanovnika.

## Povijest
Clayton je dobio ime prema sinu američkog senatora Stephena W. Dorseya, arkansaškog republikanca iz Ohia, koji je službovao za vrijeme Obnove. Gradić je osnovan 1887. godine. Trgovački karavani i naseljenici koji su putovali cimarronskim odvojkom pruge do Santa Fea, prolazili su kroz Clayton. Gradić je bio središnjim mjestom prekrcaja stoke za krdak koja su putovala rijekom Pecos i iz Teksaške ručice tave.

## Zemljopis
Nalazi se na 36°26′59″N 103°10′51″W / 36.44972°N 103.18083°W (36.449835, -103.180756). Prema Uredu SAD-a za popis stanovništva, zauzima 12,2 km2 površine, sve suhozemne.

## Stanovništvo
Prema podatcima popisa 2010. u Claytonu je bilo 2980 stanovnika, 1025 kućanstava i 623 obitelji, a stanovništvo po rasi bili su 75,9% bijelci (43,5% nehispanskih), 2,7% Indijanci, 2,6% crnaca ili afroamerikanaca, 0,5% Azijci, 15,6% ostalih rasa te 2,6% dviju ili više rasa. Hispanoamerikanaca i Latinoamerikanaca svih rasa bilo je 51,1%.

## Galerija
- Hotel Eklund (osnovan 1905.), 2010.
- Luna Theater, 2010.
- Okružna sudnica, 2010.

## Vanjske poveznice
- Službene stranice
- Državni park Claytonsko jezero